# Giulio Cogni
Giulio Cogni (10 janvier 1908 à Sienne, Italie – 15 novembre 1983) était un écrivain italien. Il fut aussi compositeur et critique musical.

## Biographie
Giulio Cogni a enseigné la psychologie et l'esthétique de la musique au Conservatoire Luigi Cherubini de Florence. Il a publié des articles dans les magazines Il Mattino,  Il Messaggero, La Sicilia et La Gazzetta del Sud.
Cogni était membre de la Société de Parapsychologie italienne. Il était très intéressé par la télépathie, la clairvoyance, les médiums et les théories sur la vie après la mort.

## Œuvres
- Saggio sull’Amore come nuovo principio d’immortalità, Bocca, Torino (1933)
- Lo Spirito Assoluto, La Nuova Italia, Firenze (1937)
- I valori della stirpe italiana, Bocca, Torino (1937)
- Il Segreto del Genio, Vallecchi, Firenze (1941)
- Le forze segrete della musica, Ticci, Siena (1942)
- Agape Sacre, Ausonia, Siena (1948)
- Agape Eterna, Maia, Siena (1952)
- Che cosa è la musica, Curci, Milano (1956)
- Marco Polo (1959), (ballet)
- Una notte nel bosco (1960), (ballet]
- Wagner e Beethoven, Sansoni, Firenze (1960)
- Livret d'opéra Tre sogni per Marina par Alberto Soresina
- Io sono te, Meschina, Milano (1970)
- Fra il suo teatro rappresentato: Empedocle (1951)
- I miracoli di Santa Caterina (1952)
- Il fantasma dell’Orto Botanico (1961)
- Bhagavadgita, il canto del beato (1980)